# یواس‌اس مموربل (ای‌ام‌سی-۸۹)
یواس‌اس مموربل (ای‌ام‌سی-۸۹) (به انگلیسی: USS Memorable (AMc-89)) یک کشتی بود که طول آن ۹۷ فوت ۱ اینچ (۲۹٫۵۹ متر) بود. این کشتی در سال ۱۹۴۱ ساخته شد.